# Alstroemeria cunha
Alstroemeria cunha es una especie fanerógama, herbácea, perenne y rizomatosa perteneciente a la familia de las alstroemeriáceas. Es un geófito tuberoso y crece principalmente en el bioma tropical seco por estaciones. La planta mide promedio de 1,5 metros (4,9 pies) de altura y sus flores suelen ser de 3 a 4,4 centímetros (1,2 a 1,7 plg) de tamaño.

## Distribución
Es una planta endémica de Brasil. La especie se encuentra ubicado en el bosque húmedo mixto y bosque estacional semicaducifolio, especialmente descrita en los estados brasileros de Espírito Santo, Minas Gerais, Río de Janeiro, São Paulo y Paraná.